# Gottfried Huppertz
Gottfried Huppertz (11 marzo 1887 – 7 febbraio 1937) è stato un compositore tedesco, forse più noto per le sue colonne sonore per film muti espressionisti tedeschi come il film epico di fantascienza Metropolis (1927). Ha collaborato con il regista Fritz Lang in diverse occasioni.  

## Vita
Huppertz studiò al Conservatorio di Colonia e lavorò durante la Prima Guerra Mondiale a Coburgo, dove debuttò nel 1910 come cantante e attore. Nel 1920 si trasferì a Berlino come cantante d'opera al teatro Nollendorfplatz .
La sua prima composizione, "Rankende Rosen", fu dedicata all'attore Rudolf Klein-Rogge, che nei primi anni '20 lo presentò al regista Fritz Lang e a Thea von Harbou (che in seguito sposò Lang, ma all'epoca era ancora sposata con Klein-Rogge). Nel film, Il dottor Mabuse (1922), Huppertz lavorò come comparsa nel ruolo di un direttore d'albergo.
Huppertz compose la sua prima colonna sonora per il film di Lang I Nibelunghi (1924). Mentre lavorava alla colonna sonora del 1925 per il film L'erede dei Grishus Huppertz iniziò a lavorare alla colonna sonora di un altro film di Lang, Metropolis (1927). Questa divenne la sua colonna sonora più nota.
Oltre a comporre le musiche, Huppertz scrisse anche canzoni. Solo una parte della sua musica è stata registrata. Il tema musicale del primo film sonoro di Karl May,Al di là del deserto(1936), è incluso nel Karl May Film Music Collection Box Wild West, Hot Orient .
Huppertz morì improvvisamente per un attacco di cuore nel 1937.

## Filmografia
- Quattro intorno a una donna (1921)
- I Nibelunghi: Sigfrido (1924)
- Die Nibelungen: Kriemhilds Rache (1924)
- L'erede dei Grishus  (1925)
- Metropolis (1927)
- Il Giuda del Tirolo (1933)
- Elisabetta e la Matta (1934)
- Hanneles Himmelfahrt(1934)
- Il domino verde (1935)
- Al di là del deserto (1936)

## Fonogrammi
- 1924 - Registrazione in gommalacca dell'opera "Love People", Huppertz cantante a pagina 1 e 2, VOX Record n. 04023
- 1927 - "Al film Metropolis", a pagina 2 - sezioni della partitura di Huppertz, VOX records, n. 08386 e 08387
- 2011 - CD "Metropolis", colonna sonora originale del film, cultura radiofonica tedesca, Capriccio digitale C5066
- 2015 - Set di 4 CD di 'Die Nibelungen' (inclusi 'Siegfried' e 'Kriemhilds Rache), HR-Sinfonieorchester, Frank Strobel, PAN Classics 10345
- 2016 - 2 CD-set di 'Zur Chronik von Grieshuus', Sinfonia della Radio di Francoforte, Frank Strobel, PAN Classics 10355

## Documenti
Le lettere di Gottfried Huppertz sono conservate dall'editore musicale di Lipsia CF Peters nell'Archivio di Stato di Lipsia.

## Riferimenti
1. ↑  (EN) Gottfried Huppertz, su IMDb, IMDb.com.

## Link esterni
- Video - Musica da Metropolis (film del 1927) -  1927 version (04:09), su YouTube.   e  2010 version (14:56), su YouTube.   .

Template:Modernism (music)